# Fomitiporia ellipsoidea
Espèce
Fomitiporia ellipsoidea est une espèce de champignons de la famille des Hymenochaetaceae dans le Sud de la Chine (zones subtropicale et tropicale), découvert au Fujian en 2008.
Il possède le sporophore (organe fertile) le plus grand au monde. Chez un spécimen de 20 ans (en 2010) qui se trouve sur un chêne tombé dans l’île d’Hainan, le sporophore pèse entre 400 et 500 kg (estimation).